# Parlamentswahl in Sierra Leone 1957
Die Parlamentswahl in Sierra Leone 1957 fand im Mai 1957 in Sierra Leone statt. Zur Wahl standen 39 der 51 Sitze des Parlaments.

## Ergebnis
Klarer Wahlsieger wurde die Sierra Leone People’s Party unter Milton Margai, die nicht nur 24 direkte Sitze gewann, sondern sich auch den Rückhalt aller 12 Paramount Chiefs und acht der zehn Unabhängigen Kandidaten sichern konnte.
- SLPP: 24
- UPP: 5
- Unabh.: 10
- Chiefs: 12

| Partei                            | Stimmen | Stimmenanteil | Sitze |
| --------------------------------- | ------- | ------------- | ----- |
| SLPP                              | 74.575  | 45,7 %        | 24    |
| UPP                               | 20.395  | 12,6 %        | 05    |
| NCSL                              | 2984    | 01,8 %        | 0     |
| LP                                | 1128    | 00,7 %        | 0     |
| SLIM                              | 1126    | 00,7 %        | 0     |
| Unabhängige Kandidaten            | 62.086  | 37,5 %        | 10    |
| Paramount Chiefs (indirekte Wahl) | -       | -             | 12    |
| Ungültige Stimmen                 | 1645    | -             | -     |
| GESAMT                            | 165.479 | 100 %         | 51    |